# Ctimene carens
Ctimene carens är en fjärilsart som beskrevs av W. Warren 1906. Ctimene carens ingår i släktet Ctimene och familjen mätare. Inga underarter finns listade i Catalogue of Life.